# Marisa Ombra
Marisa Ombra, née le 30 avril 1925 à Asti et morte le 19 décembre 2019 à Rome, est une résistante, écrivaine, féministe et membre du Parti communiste italien.

## Biographie
Marisa Ombra est la fille du partisan Celestino Ombra. Elle se distingue par son activité militante antifasciste, pendant la Seconde Guerre mondiale. Elle rédige des tracts et participe au journal clandestin communiste d'Asti.
Après l'arrestation de son père, elle devient clandestine avec sa mère et sa sœur Pini. Durant l'hiver 1944-1945, elle assure les liaisons entre les groupes résistants dans la région de Langhe.
Marisa a été pendant une courte période secrétaire du Conseil de gouvernement de la République partisane du Haut-Montferrat, dans le bureau d'Agliano. Elle est chargée d'organiser une cellule du groupe de défense des femmes GDD. Le 2 décembre 1944, une intervention fasciste sur cinq divisions partisanes met fin à la république du Haut-Montferrat. Elle risque sa vie à plusieurs reprises durant ces années de clandestinité.
Après la guerre, Marisa devient salariée  du Parti communiste à Asti. Le parti communiste perd les élections aux législatives de 1948 dans la circonscription d'Asti. Marisa fonde l'Associazione Donne della Campagna qui organise des groupements d’émancipation dans une vingtaine de communes, action difficile dans cette région très catholique.
Marisa travaille ensuite à Turin et rencontre en 1956 un journaliste de L'Unita Giulio Goria, séparé de sa femme, dans des années où le divorce n'existait pas. Sa cohabitation avec Giulio Goria, qui devient en 2000 son époux, n'est pas tolérée par le parti qui décide de l'éloigner.
Ils viennent vivre à Rome. Elle est d'abord salariée par le groupe parlementaire communiste de la Chambre des députés, puis, en 1960 elle travaille à l'Unione Donne Italiane (UDI). En 1970, elle devient présidente de la coopérative "Libera Stampa", éditrice du hebdomadaire "Noi donne", où elle reste jusqu'à sa retraite en 1984.
À la retraite, elle rédige des livres et participe à la construction des archives de l'UDI. En 2006, elle reçoit le titre de Grand Officier de la République Italienne.
En 2009, elle s'implique dans l'Associazione Nazionale Partigiani d'Italia ANPI. Le 16 avril 2011, elle a été élue membre du Comité national de l'ANPI  et devient vice-présidente nationale de l'ANPI, poste qu'elle occupe jusqu'en 2016.

## Livres
- "Non ci sembrava di avere paura..." Témoignage de Marisa et Pini Ombra in E. Bruzzone, G.A. Gianola, M. Renosio, "Giusti e solidali", Istituto per la storia della Resistenza e della Società contemporanea in Provincia di Asti. Alessandria, Edizioni dell'Orso, 1992.

- Donne Resistenza: una sconvolgente scoperta. In Contadini e partigiani. Atti del convegno storico (Asti, Nizza Monferrato, 14-16 dicembre 1984) Istituto per la Storia della Resistenza in Provincia di Asti. Edizioni dell'Orso. Alessandria, 1986
- Donne manifeste l'Udi attraverso i suoi manifesti 1944-2004, éditrice, Milano, Il Saggiatore, 2005.
- avec Tilde Capomazza, 8 marzo: una storia lunga un secolo, Roma, Iacobelli Editore, 2008.
- La bella politica. La Resistenza, "Noi donne", il femminismo, Préface de Anna Bravo, Torino, Edizioni SEB27, 2009.
- Libere Sempre. Una ragazza della Resistenza a una ragazza di oggi, Torino, Einaudi, 2012
- Il mio pensiero libero. In Donne della Repubblica, Bologna, Il Mulino, 2016